# Элмо (тауншип, Миннесота)
Элмо (англ. Elmo) — тауншип в округе Оттер-Тейл, Миннесота, США. На 2000 год его население составило 344 человека.

## География
По данным Бюро переписи населения США площадь тауншипа составляет 95,3 км², из которых 94,1 км² занимает суша, а 1,2 км² — вода (1,28 %).

## Демография
По данным переписи населения 2000 года здесь находились 344 человека, 132 домохозяйства и 100 семей.  Плотность населения —  3,7 чел./км².  На территории тауншипа расположена 161 постройка со средней плотностью 1,7 построек на один квадратный километр. Расовый состав населения: 98,84 % белых, 0,29 % азиатов, 0,29 % — других рас США и 0,58 % приходится на две или более других рас. Испанцы или латиноамериканцы любой расы составляли 0,29 % от популяции тауншипа.
Из 132 домохозяйств в 28,8 % воспитывались дети до 18 лет, в 62,9 % проживали супружеские пары, в 6,1 % проживали незамужние женщины и в 23,5 % домохозяйств проживали несемейные люди. 21,2 % домохозяйств состояли из одного человека, при том 12,1 % из — одиноких пожилых людей старше 65 лет. Средний размер домохозяйства — 2,61, а семьи — 2,98 человека.
23,3 % населения — младше 18 лет, 9,3 % — в возрасте от 18 до 24 лет, 23,8 % — от 25 до 44, 27,6 % — от 45 до 64, и 16,0 % — старше 65 лет. Средний возраст — 41 год. На каждые 100 женщин приходилось 119,1 мужчин.  На каждые 100 женщин старше 18 приходилось 107,9 мужчин.
Средний годовой доход домохозяйства составлял 28 125 долларов, а средний годовой доход семьи —  35 313 долларов. Средний доход мужчин —  23 125  долларов, в то время как у женщин — 25 250. Доход на душу населения составил 12 554 доллара. За чертой бедности находились 10,5 % семей и 14,2 % всего населения тауншипа, из которых 14,1 % младше 18 и 21,4 % старше 65 лет.